# Indian National Science Academy
L'Indian National Science Academy (INSA) è un'istituzione accademica che rappresenta l'India all'interno dell'Consiglio internazionale per la scienza.
La sede è a Nuova Delhi.

## Storia
L'INSA fu fondata nel 1935 con il nome di National Institute of Sciences of India, che nel 1970 fu modificato in quello attuale.
Nel 1945 fu riconosciuta dal governo indiano come la più importante società scientifica indiana, che accoglieva al suo interno tutti i rami della scienza esistenti nel Paese. Nel '68, il governo dell'India la incaricò di rappresentare la nazione nel Consiglio internazionale per la scienza (ICSU). 

Nel 2004, fu uno dei firmatari della Dichiarazione di Berlino sull'accesso aperto alla conoscenza nelle scienze e nelle discipline umanistiche.
Nell'agosto 2019, la dott.ssa Chandrima Shaha è stata nominata presidente della Indian National Science Academy, prima donna a capo dell'INSA (per il periodo 2020-2022).

## Attività
L'Accademia è composta da membri della Fondazione, Fellow (FNA) e membri corrispondenti (Foreign Fellows). T L'ammissione all'Accademia avviene solo per chiamata diretta e nominativa. Gli obiettivi dell'Accademia sono: la promozione della scienza in India, la sua applicazione al benessere nazionale, la tutela giuridica e economica degli scienziati, la creazione di ponti collegamento con gli organismi internazionali per favorire la cooperazione e per rilasciare pareri ponderati su questioni di pubblico interesse.
L'Accademia conferisce annualmente 59 premi, classificati in 4 categorie: l'International Awards, il General Medal & Lecture Awards, il Subjectwise Medal / Lectures e gli Awards for Young Scientists. L'INSA organizza discussioni scientifiche, pubblica monografie e relazioni annuali, notizie sulla vita dell'associazione, memorie biografiche, atti di seminari e simposi INSA, oltre alle seguenti tre riviste sottoposte a revisione paritaria:
- Proceedings of the Indian National Science Academy (in precedenza Proceedings of the National Institute of Sciences of India)[6]
- Indian Journal of Pure and Applied Mathematics, nell'ambito della matematica generale, applicata e dell'analisi numerica[7];
- Indian Journal of History of Science.